# 土井悠平
土井 悠平（どい ゆうへい、1988年5月9日 - ）はフリーアナウンサーで、北陸放送・文化放送の元アナウンサー。

## 来歴・人物
大阪府和泉市出身。大阪府立泉陽高等学校、同志社大学商学部卒業。大学卒業後の2015年4月、北陸放送にアナウンサーとして入社。同期は坐間妙子。2018年3月31日付で退社後に、翌4月1日付で有期雇用契約扱いのアナウンサーとして文化放送入社。契約期間の満了に伴い2022年3月31日付で退職後も、同社の担当番組にフリーアナウンサーとして出演を続ける。同年6月1日からサンミュージックプロダクションに所属。2023年より、GAORAで北海道日本ハムファイターズ1軍の主催試合の実況を担当。2024年末で、業務提携を結んでいたサンミュージックプロダクションとの契約を終了し、オフィシャルサイトの開設を発表。

## 現在の担当番組
- GAORAプロ野球中継 （北海道日本ハム主催試合）2023年〜
- プロ野球ニュース（フジテレビONE）

以下はいずれも文化放送の番組で、サンミュージックプロダクションへの所属後も出演。
ただし前述の『GAORAプロ野球中継』の担当開始後は、同番組と重ならない範囲でのみ担当。
- ボートレースラジオ実況中継
- 文化放送が制作する地方局への裏送り（『HBCファイターズナイター』など）用のNPB公式戦中継

## 過去の担当・出演番組

### 北陸放送
- レオスタ（テレビ、県内スポーツコーナーキャスター）
- げつきんワイド!おいね★どいね（ラジオ、水曜・木曜・金曜第１部パーソナリティ）
- 石川トヨタHAATグループスポーツスペシャル　金沢マラソン2015（テレビ、2015年11月15日）
- MRO旅フェスタ2016　特選夏旅得大号1（テレビ、2016年6月26日）
- ウィークエンドいしかわ（ラジオ）
- スイッチタイム！（ラジオ、木曜・金曜担当、2017年10月5日 ‐ 2018年3月）
- 絶好調W（テレビ、リポーター、2017年4月12日 ‐ 2018年3月）
- おいね★どいね（ラジオ、金曜ラジオカー担当）
- MROニュース（テレビ・ラジオ、随時）

### 文化放送
- 文化放送ライオンズナイター
- 文化放送ホームランナイター
- SUNDAY スポーツダッシュ!
- くにまるジャパン 極（2021年10月28日、野村邦丸の代役）
- カラフルオセロ（2022年3月24日、ゲスト）
- 東京五輪　ジャパンコンソーシアム実況
- 箱根駅伝への道